# Labastide-Gabausse

Labastide-Gabausse este o comună în departamentul Tarn din sudul Franței. În 2009 avea o populație de 446 de locuitori.

## Evoluția populației
| An        | 1975 | 1982 | 1990 | 1999 | 2006 | 2009 |
| --------- | ---- | ---- | ---- | ---- | ---- | ---- |
| Populație | 426  | 425  | 409  | 374  | 416  | 446  |